# Atletica leggera ai Giochi olimpici intermedi - Marcia 3000 metri
Ai Giochi olimpici intermedi di Atene 8 atleti parteciparono alla gara di marcia su 3000 metri. La prova si tenne il 2 maggio con arrivo nello Stadio Panathinaiko.

## La gara
Né Bonhag, fresco campione dei 1500 metri, né - stranamente - Linden si presentano al via.
La gara è molto tirata. I primi sono molto vicini tra loro. Al traguardo giungono davanti a tutti ancora Wilkinson e Spiegler, e di nuovo vengono squalificati, per cui la vittoria va al terzo, che era giunto dietro di loro di due secondi.
| Pos     | Paese    | Atleta             | Età | Tempo   |
| ------- | -------- | ------------------ | --- | ------- |
| Oro     | Ungheria | György Sztantics   | 28  | 15'13"2 |
| Argento | Germania | Hermann Müller     | 21  | 15'20"0 |
| Bronzo  | Grecia   | Georgios Saridakis |     | 15'33"0 |